# Балка Дорожнянська
«Балка Дорожнянська» — один з об'єктів природно-заповідного фонду Запорізької області, ботанічний заказник місцевого значення.

## Розташування
Заказник розташований в Гуляйпільському районі, Запорізької області на території Дорожнянської сільської ради, на південній околиці села Дорожнянка.

## Історія
Ботанічний заказник місцевого значення «Балка Дорожнянська» був оголошений рішенням Запорізької обласної ради народних депутатів шостого скликання № 15 від 31 жовтня 2013 року.

## Мета
Мета створення заказника — збереження ландшафтного та біологічного різноманіття, підтримання екологічного балансу, раціональне використання природних і рекреаційних ресурсів Запорізької області.

## Значення
Ботанічний заказник місцевого значення «Балка Дорожнянська» має особливе природоохоронне, естетичне і пізнавальне значення.

## Загальна характеристика
Загальна площа ботанічного заказника місцевого значення «Балка Дорожнянська» становить 56,0 га.

## Флора
На території заказника збереглися фітоценози ксеротичного варіанту різнотравно-типчаково-ковилових степів. У тальвегу балки поширені лучні угруповання. З рослин, що занесені до Червоної книги України, ростуть ковили волосиста та українська.